# الهويشلي
الهويشلي قرية في العراق في ناحية الدراجي في محافظة المثنى في العراق.

## موقعها الجغرافي
هي منطقة على نهر الفرات ابعد قرية في محافظة المثنى وأول منطقة عند دخولك ذي قار.

## السكان
سكان قرية الهويشلي هم عباره عن خليط من مجموعة عشائر عراقيه تعيش في امن وامان، عدد سكانهم لايتجاوز 3000شخص
تمتلك منطقة الهويشلي مدرستان الأول الرشاد الابتدائية افتتحت سنة 1955
والثانية الحقيقة الابتدائية افتتحت سنة 2009 وهناك شهادات فيها موجودة متنوعه منه الدبلوم البكلوريوس والشهادات العسكرية مثل الضابط والشهادات الطبية مثل الطبيب والشهادات التربوية

## وصلات خارجية
- افتتح محمد علي الحساني محافظ السماوة محطة تحلية الماء (RO) في منطقة الهويشلي التابعة لناحية الدراجي
- بقايا الليل في محطات الجنوب
- موكب منطقة الهويشلي إلى كربلأء المقدسة